# Wapakoneta
Wapakoneta es una ciudad ubicada en el condado de Auglaize en el estado estadounidense de Ohio. En el Censo de 2010 tenía una población de 9867 habitantes. Tiene una población estimada, a mediados de 2019, de 9698 habitantes. Aquí nació Neil Armstrong.

## Geografía
Wapakoneta se encuentra ubicada en las coordenadas 40°34′3″N 84°11′30″O / 40.56750, -84.19167. Según la Oficina del Censo de los Estados Unidos, Wapakoneta tiene una superficie total de 16,69 km², de la cual 16,56 km² corresponden a tierra firme y 0,13 km² es agua.

## Demografía
Según el censo de 2010, había 9867 personas residiendo en Wapakoneta. La densidad de población era de 608,67 hab./km². De los 9867 habitantes, Wapakoneta estaba compuesto por el 97,06 % blancos, el 0,44 % eran afroamericanos, el 0,26 % eran amerindios, el 0,39 % eran asiáticos, el 0,01 % eran isleños del Pacífico, el 0,63 % eran de otras razas y el 1,22 % pertenecían a dos o más razas. Del total de la población el 1,62 % eran hispanos o latinos de cualquier raza.

## Personalidades
- Neil Armstrong (1930-2012), astronauta, el primer hombre en pisar la Luna.
- Jennifer Crusie (1949- ), novelista.
- Louis W. Fairfield (1858-1930), político.
- Dan Newland (1949- ), periodista, bloguero y escritor.
- Dudley Nichols (1895-1960), guionista.
- Charles J. Thompson (1862-1932), político.